# Улица Буторина (Екатеринбург)
Улица Буторина (бывший переулок Приборостроителей), № 1—11, 10—22, Сибирское шоссе, 1-й километр, от ул. Куйбышева, Октябрьский административный район, жил. р-н Сибирский. ГОС № 55.

Переименована в честь Героя Советского Союза, участника Великой Отечественной войны Буторина Николая Васильевича